# 처벌 (심리학)
조작적 조건형성에서, 처벌은 주어진 행동 또는 반응 후에 발생하는 인간 또는 동물의 주변 환경에서의 변화로, 그 행동이 미래에 다시 발생할 가능성을 감소시킨다. 따라서 이것은 때때로 '약화'라고 표현하기도 하며 강화에 대비되고 소거와 같은 맥락이다. 한편 강화와 마찬가지로 처벌되는 것은 인간 또는 동물이 아닌 행동 그 자체이다. 따라서 변화가 처벌인지 아닌지의 여부는 그 변화의 '적대적'또는 '끔찍한 특징'이 아니라 행동이 발생하는 비율에 미치는 영향에 의해 결정될것이다. 예를 들어, 대부분의 사람들에게 처벌의 역할을 하는 고통스런 자극은 실제로 메조키즘(masochistic)의 피학대증적인 경우에서처럼 개인의 일부 행동을 강화할 수 있다고 알려져있다.

## 억압
처벌은 조작적 조건형성의 주요 원리인 근접성(Contiguity)과 수반성(Contingency)의 중요성에서 조차 이들을 기능적으로 강도(strength)를 높게 조정하더라도 행동의 감소는 일시적이며 잠정적 억압 효과라는 것이 대부분 심리학자들의 견해이다. 또한 처벌과 보상이 동시에 주어지는 경우에서처럼 행동의 지속적인 점진적 증가추세가 보여주는 바와 같이 따라서 행동의 감소에 대한 실패에 대해서 보다 세밀한 관찰과 원인의 이해로부터 수용가능한 행동의 개선과 유도를 위한 대안의 확보는 더욱 그 필요성이 중요하다고 할 수 있다. 한편 억압에따른 소거는 스트레스 및 변산성의 맥락에서 더 수용하기 어려운 행동이나 공격성이 나타날수도 있다.

## 처벌자
학습이론의 면에서 본다면 처벌자 역시 처벌을 통해서 피처벌자의 행동을 변화시킬 수 있다는것으로부터 이러한 처벌 행동에 대해서 강화받을수있다.
한편 처벌과 보상이 동시에 주어지는 경우에서처럼 행동의 지속적인 점진적 증가추세 및 일정 도달선상에서의 현상유지가 보여주는 바와 같이 내성강화(耐性強化)의 요인도 고려해야한다.

## 본능과 대안
이러한 처벌자는 무생물인 환경이나 외부로부터의 피드백인 반응(행동)일수있으며 이러한 자극이 피처벌자에게 입력(Input)된후 문제해결의 효과를 수반하는 반응으로 출력(Output)되는 반복되는 과정은 기능이 형태를 결정하듯이 환경이 행동을 결정짓는데 역할하는 과정에서 피처벌자와 처벌자의 동등한 관계를 확인시켜 준다. 또한 입력과 출력의 과정에서 근접성과 수반성으로 획득되는 보상 효과는 생물학적으로 진화되어온 보상시스템(Compensation System)에 기반하며 단지 보상시스템이 정적 강화뿐만아니라 부적 강화에서도 작용한다는 점에서 이러한 자연발생적인 행동을 깊은 이해와 배려로 수용하고 대안을 찾는 것이 보다 중요하다는 점을 시사한다고 할 수 있다. 이러한 맥락에서 심리학자들은 행동이나 반응의 이면에 숨어있는 숨겨져있을수있는 강화물을 찾아 수정된 대안을 제공하는 방법에서 소거법(extinction)이나 차등강화(differential reinforcement,차별강화)방법이나 물리적 환경을 제어하는 노출및반응방지(response prevention)등을 고려하는 것을 제시하고있다.

## 제도적 처벌
사회제도에서 적용하는 법적 처벌로는 입법기관의 절차를 거쳐 명문화어 사전에 고시되고 발효 기간을 거친 교통법규에서와 같은 과태료,벌금 등이 관례적으로 받아들여져 시행 및 부과되고있고 소기의 목적을 달성하는 것과는 달리 일상생활에서의 당사자들간(1:1 또는 1:다(多) 또는 다대다 관계(多對多關係)에서)의 직접적인 처벌 적용은 그러한 사전동의절차, 명문화 과정의 부재, 정서적 반응에대한 평가등에서처럼 취약하고 비공정한 절차적, 심리적 요인을 제거하기에는 너무나도 많은 전문적으로 다루어야할 요소들을 포함하고있다는 점에서 유의미한 비교가 이루어질수있으며 또한 무반응 차등강화(Differential Reinforcement Procedures of Low Rates of Responding ,DRL 또는 differential reinforcement of zero occurrences,DR0)에서와 같은 독립된 설명도 이를 이해하는데 주요하게 두드러진다.

## 같이 보기
- 이중요인 학습이론
- 전략형 게임이론